# Claude de Forbin

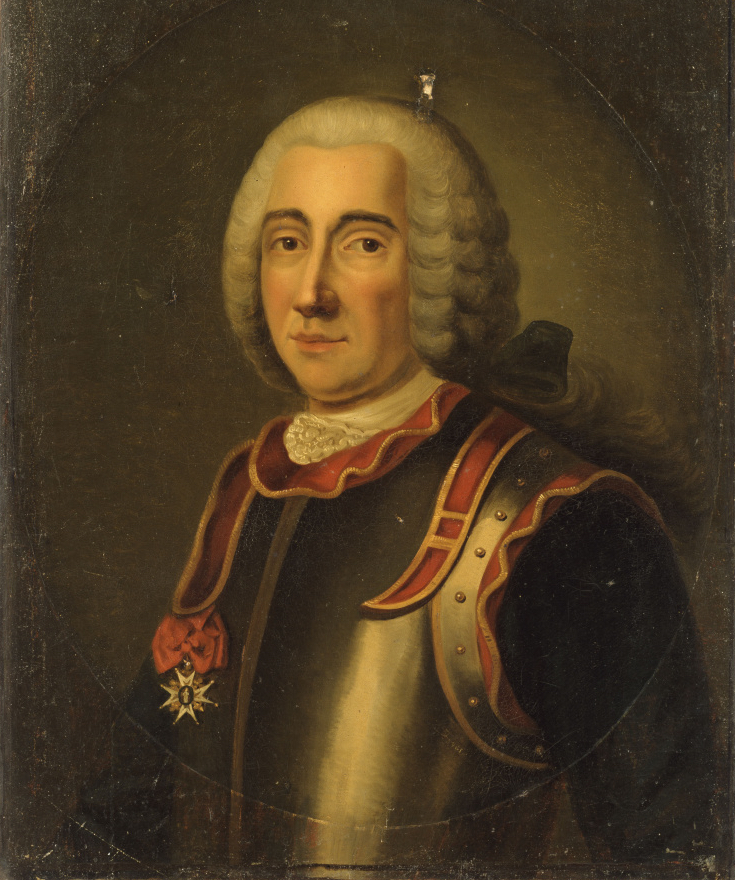
Claude de Forbin

Claude de Forbin (* 6. August 1656 in Gardanne, Provence; † 4. März 1733 im Schloss Saint Marcel nahe Marseille) war ein französischer Admiral und diente zwischen 1685 und 1688 als Diplomat in Siam. Er war Gouverneur von Bangkok und ein General der siamesischen Armee, kurz bevor König Narai krank wurde und seinen Thron nach einem Staatsstreich verlor.

## Leben
Claude de Forbin wurde im Dorf Gardanne in der Provence geboren; seine Familie stammte aus Marseille und geht auf das 14. Jahrhundert zurück. Er ist heute der bekannteste Vertreter der Forbin Gradanne. Er verließ das Elternhaus in sehr jungen Jahren, was auf einen eigenwilligen Charakter schließen lässt. Auf Anraten eines Onkels trat er in die Marine ein und diente während einer ersten Schlacht 1675. Nachdem er sich für kurze Zeit bei den Musketieren verdingt und den Chevalier de Gourdon in einem Duell getötet hatte, wurde er von der Volksversammlung in Aix zum Tode verurteilt, später begnadigt. Unter dem Namen seines Bruders ging er erneut zur Marine und diente unter dem Kommando des Grafen d’Estrées in Nordamerika sowie 1683 unter Duquesne in Algier, sich stets durch hervorragenden Mut auszeichnend.
Die anschließenden Jahre waren die bemerkenswertesten seines Lebens, als er den Chevalier de Chaumont auf dem Schiff Oiseau nach Siam begleitete. Dort hatte sich der Grieche Constantine Phaulkon zum Regierungschef unter König Narai (reg. 1656–1688) aufgeschwungen und spielte mit der Absicht, den Katholizismus einzuführen. Dies konnte bekanntermaßen nicht realisiert werden und Chaumont und seine Begleiter reisten nach Frankreich zurück. Forbin jedoch wurde der Posten eines Großadmirals angeboten, verbunden mit dem eines Oberkommandeurs der siamesischen Truppen und des Gouverneurs von Bangkok. Die Eifersucht Phaulkons mündete in Intrigen, deren Forbin nicht Herr werden konnte, und so verließ er Siam nach zwei Jahren in Richtung Frankreich. Sein Nachfolger als Gouverneur wurde der Chevalier de Beauregard.

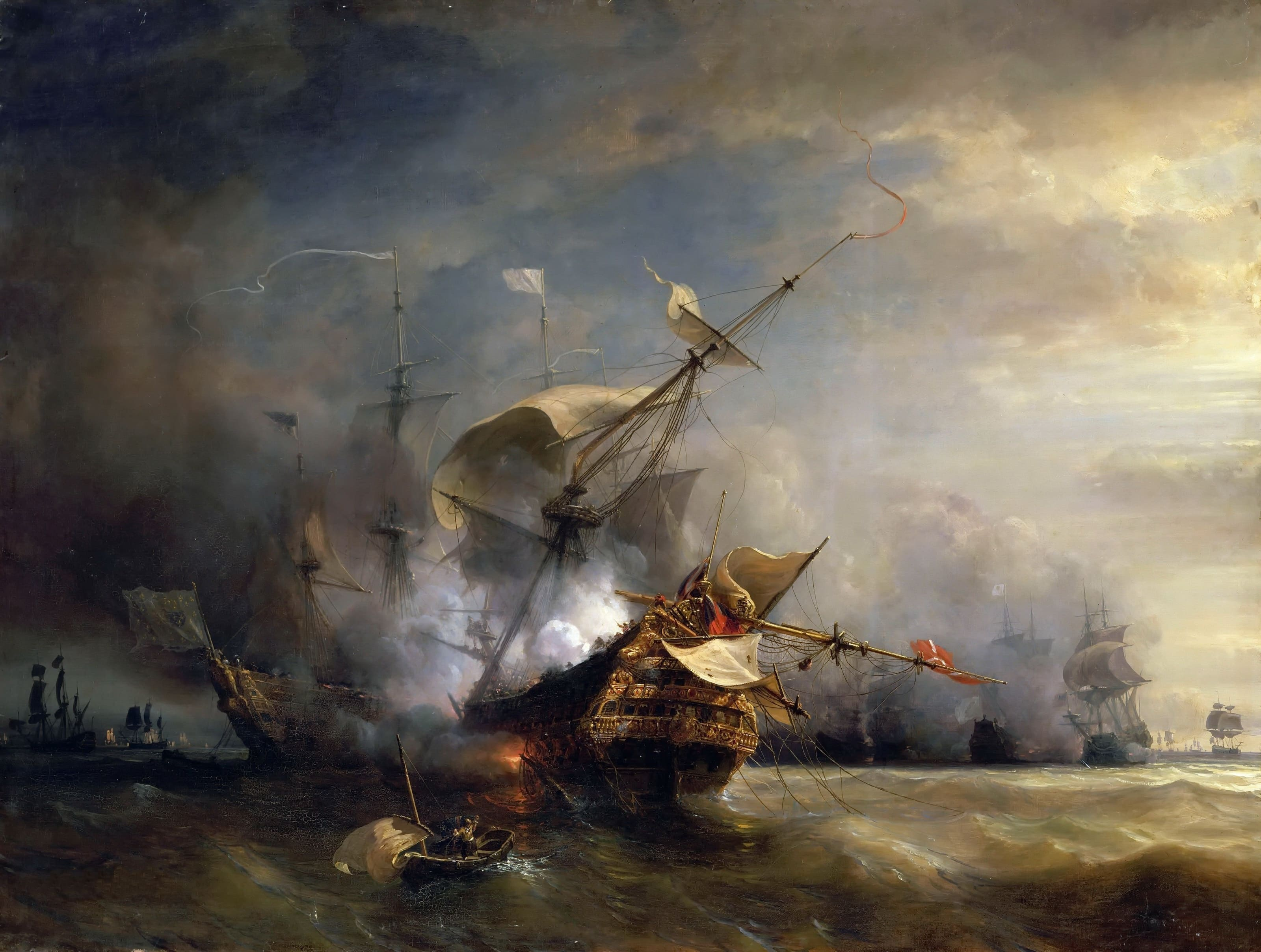
Seegefecht bei Lizard Point

Hiernach diente Forbin unter Jean Bart im Krieg gegen England, wo sie einen Konvoi eskortierten. Als Bart und Forbin von stärkeren Kräften angegriffen wurden, opferten sie ihre Stellung, um den Konvoi entkommen zu lassen und wurden nach Plymouth in Gefangenschaft gebracht. Nach elf Tagen konnten sie entfliehen und gingen auf einem kleinen Boot über den Ärmelkanal nach Frankreich zurück. 1691 kämpfte Forbin als Kapitän eines Schiffes in der Nordsee, 1693 vor Lagos, 1695 im Mittelmeer und vor Konstantinopel sowie 1697 bei der Belagerung von Barcelona. Nach weiteren Episoden im Spanischen Erbfolgekrieg 1703/04 attackierte er im Juni 1706 einen englischen Konvoi und nahm sieben Schiffe. 1707 wurde er Chef d’escadre. Im Gefecht bei Lizard Point half er Duguay-Trouin bei der Vernichtung des englischen Konvois aus 80 Schiffen nach Portugal, wobei 15 Kaufleute gekapert und vier Linienschiffe als Prise genommen wurden, ein Schiff wurde zerstört. 1708 führte er Prinz James Francis Edward Stuart nach Schottland, um den Thron von England zurückzuerobern, ein Versuch, der fehlschlug, da er schlecht vorbereitet war
Im Jahr 1710 zum Lieutenant-général ernannt, verließ Forbin im Januar 1715 die Marine und starb am 4. März 1733 in Saint-Marcel nahe Marseille. Sein Sekretär verfasste 1730 seine Memoiren. Forbin galt als einer der besten Kapitäne Frankreichs.

## Ehrungen
Die französische Marine benannte seit 1859 mindestens sechs ihrer Kriegsschiffe nach ihm. Als bisher letztes ein Zerstörer der Horizon-Klasse.